# Bożydar Bibrowicz

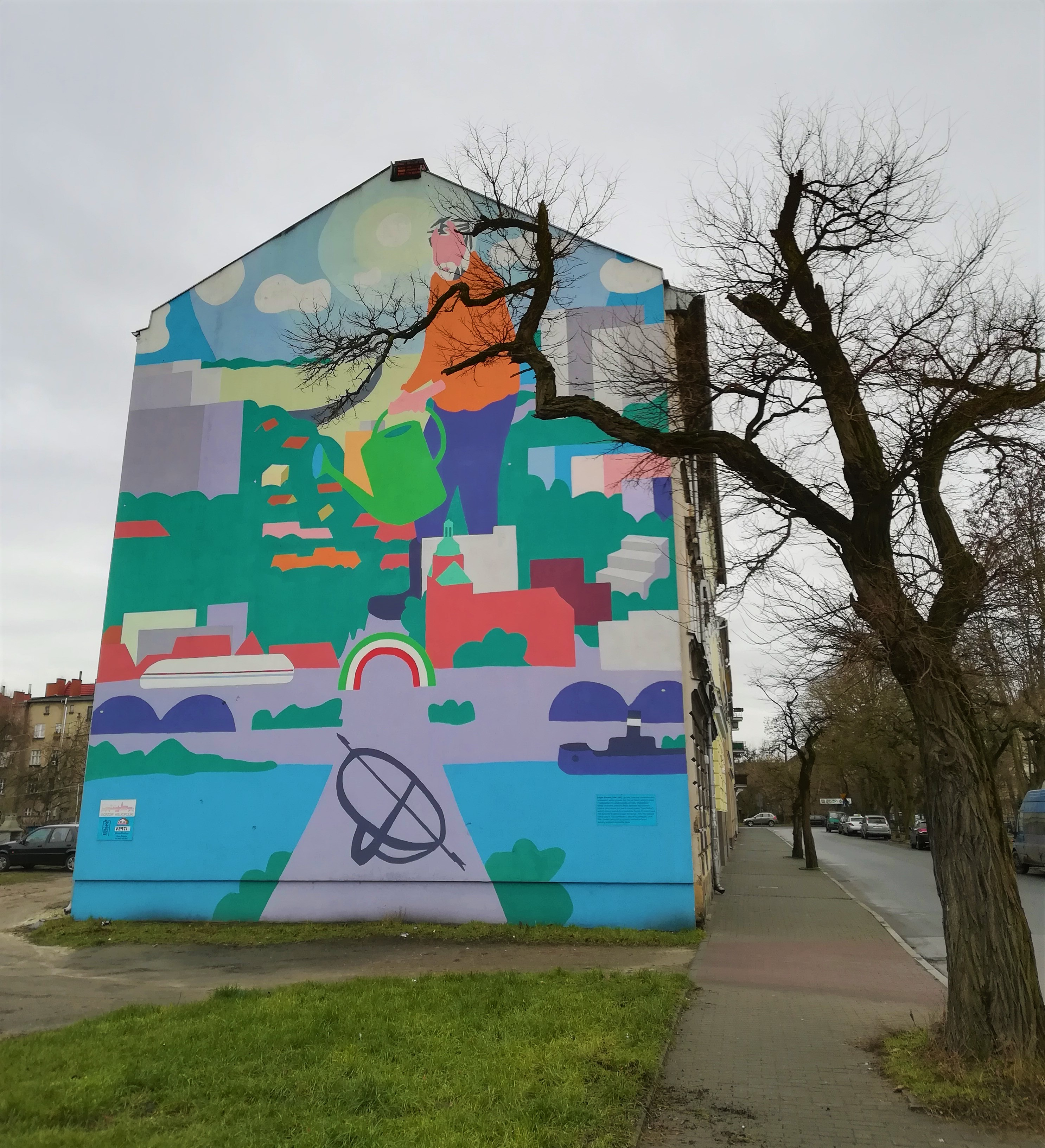
Mural upamiętniający B. Bibrowicza na Zawarciu w Gorzowie Wielkopolskim (ul. Kolejowa)

Bożydar Bibrowicz (ur. 23 lipca 1944 w Poznaniu, zm. 22 października 2007 w Gorzowie) - gorzowski społecznik, piastował funkcję prezesa w Nowym Towarzystwie Upiększania Miasta, które powołał, będące kontynuacją "Verschönerungsverein". 
Bożydar Bibrowicz był inicjatorem powstania tzw. "Kapsuły Czasu", stworzonej z okazji 750-lecia miasta Gorzowa, w której na 100 lat zostały zamknięte pamiątki po obecnych mieszkańcach. Był aktywnym melomanem oraz wspierał klub "Pod Filarami". Z zamiłowania był przyrodnikiem w 2003 roku wstąpił do Klubu Przyrodników w Świebodzinie. W ramach projektu "Ogród-Siedlice" propagował od 2004 roku wysadzanie wierzb (Salix alba). Dwukrotnie bezskutecznie ubiegał się o stanowisko radnego Rady Miasta.
Pochowany na Cmentarzu Komunalnym w Gorzowie Wielkopolskim. 
Imieniem i nazwiskiem społecznika zostało nazwane "Stowarzyszenie Na Rzecz Rozwoju Zawarcia".